# Санто-Пьетро-ди-Венако
Санто-Пьетро-ди-Венако (фр. Santo-Pietro-di-Venaco, корс. Santu Petru di Venacu) — коммуна во Франции, находится в регионе Корсика. Департамент коммуны — Верхняя Корсика. Входит в состав кантона Венако. Округ коммуны — Корте.
Код INSEE коммуны — 2B315.

## Население
Население коммуны на 2008 год составляло 217 человек.
| 1962 | 1968 | 1975 | 1982 | 1990 | 1999 | 2008 |
| ---- | ---- | ---- | ---- | ---- | ---- | ---- |
| 103  | 165  | 126  | 168  | 166  | 198  | 217  |

## Экономика
В 2007 году среди 141 человек в трудоспособном возрасте (15—64 лет) 84 были экономически активными, 57 — неактивными (показатель активности — 59,6 %, в 1999 году было 55,0 %). Из 84 активных работали 75 человек (43 мужчины и 32 женщины), безработных было 9 (3 мужчины и 6 женщин). Среди 57 неактивных 27 человек были учениками или студентами, 16 — пенсионерами, 14 были неактивными по другим причинам.

## Фотогалерея

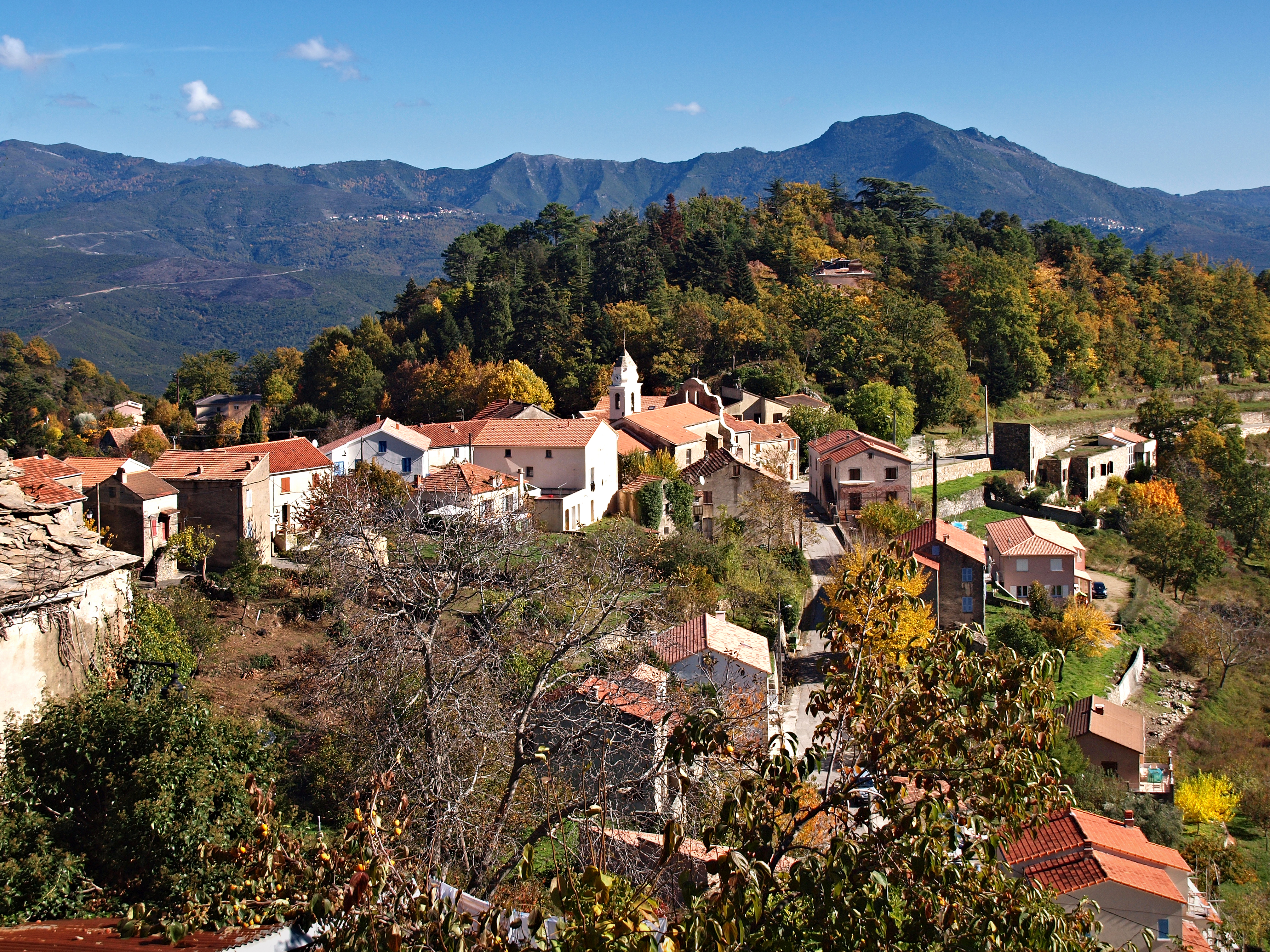
Санто-Пьетро-ди-Венако
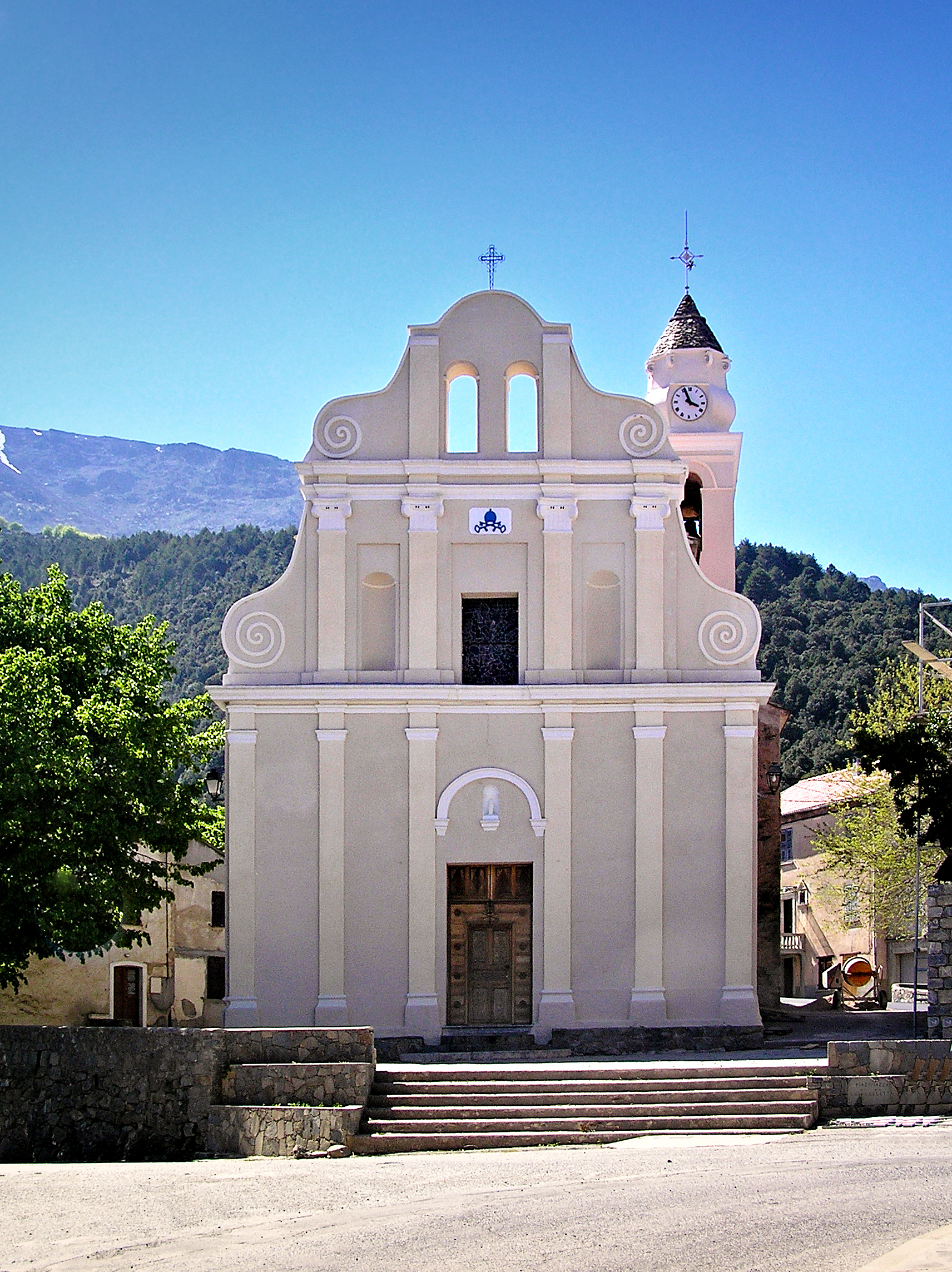
Церковь св. Петра
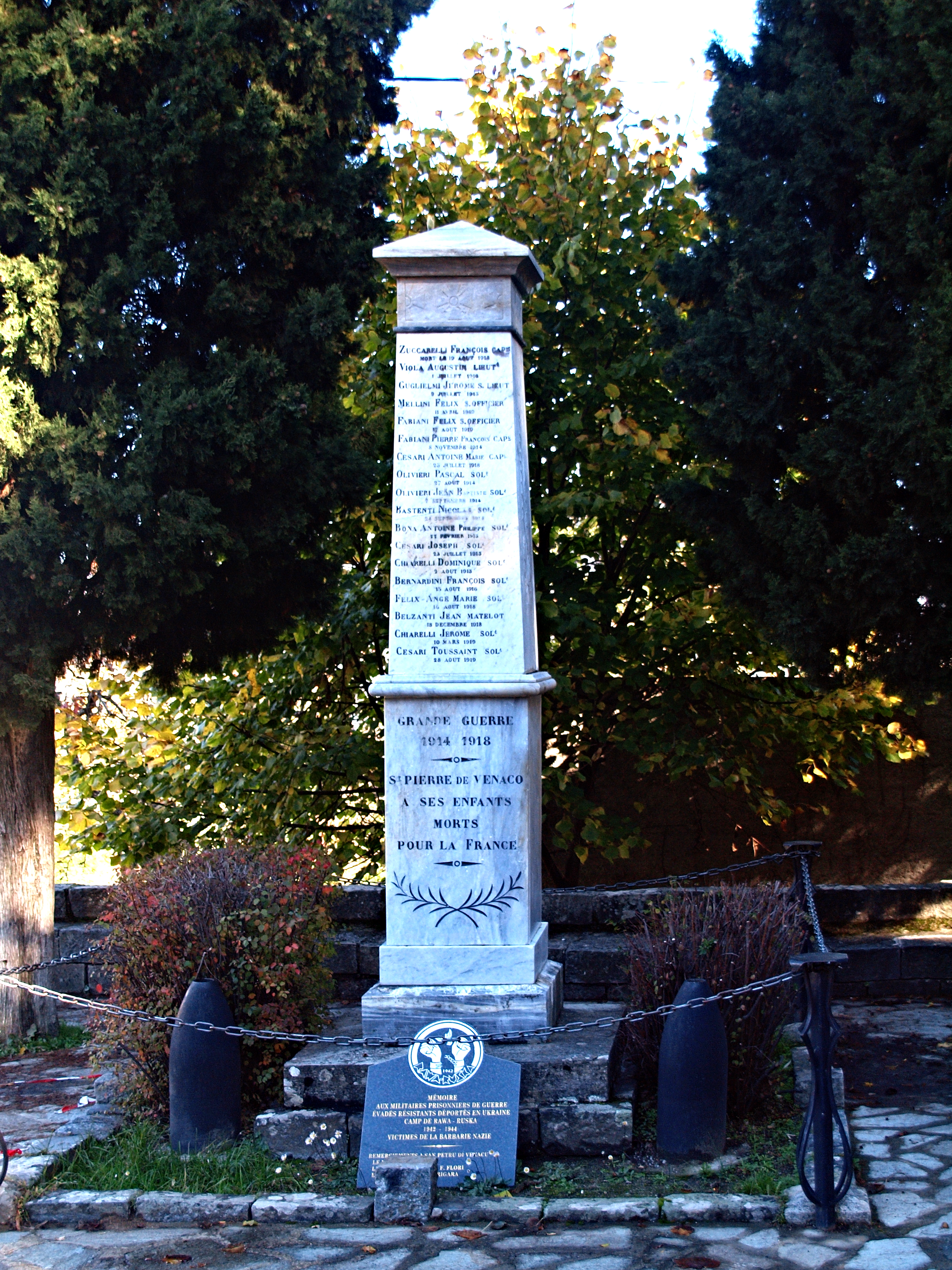
Военный монумент
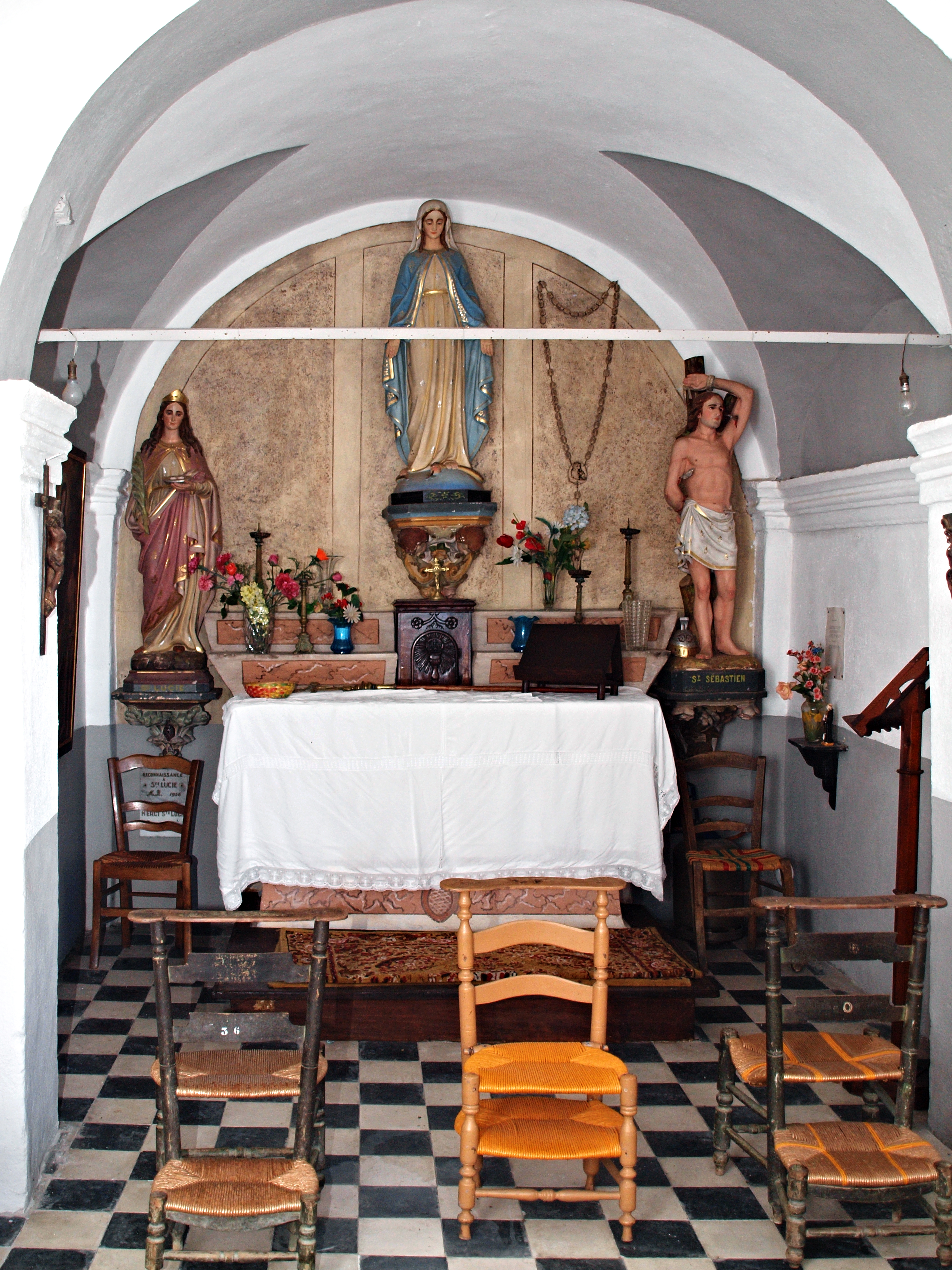
Внутри часовни св. Себастьяна